# Deutscher Koordinierungsrat der Gesellschaften für Christlich-Jüdische Zusammenarbeit

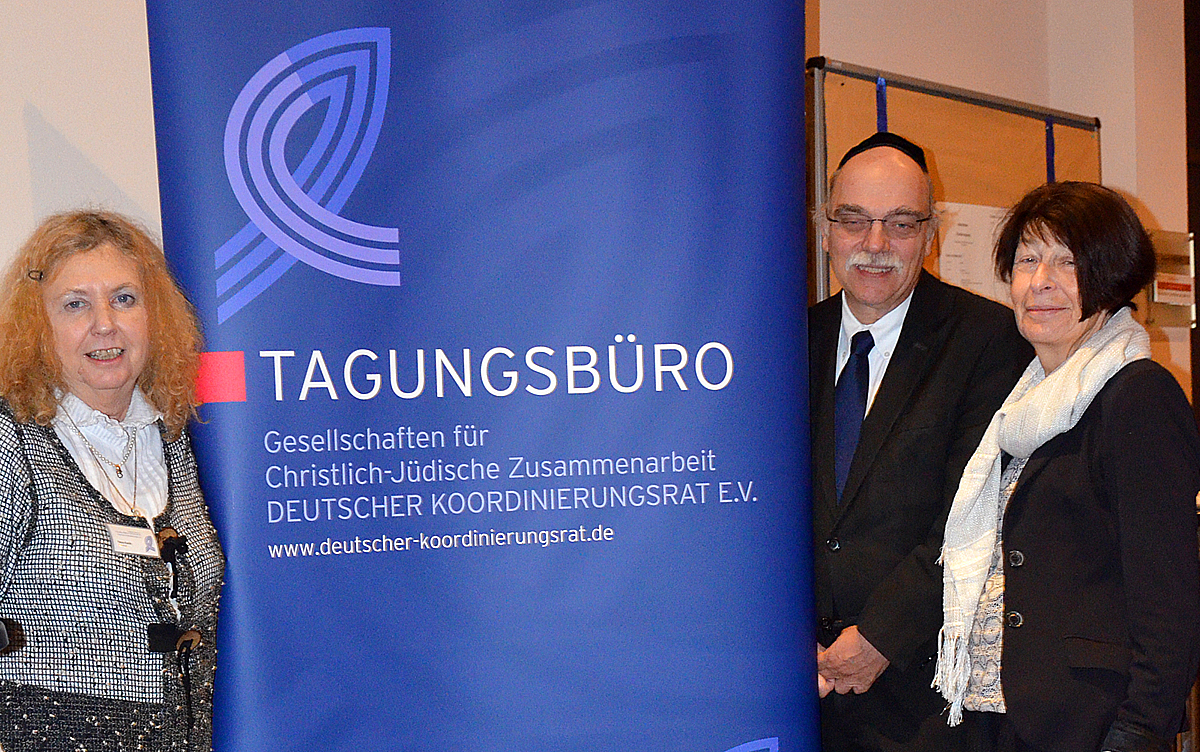
Studientagung „Um Gottes Willen – Religion in säkularer Gesellschaft“ des DKR 2015 in Hannover;
von links: Petra Kunik, Andreas Nachama und Eva-Maria Schulz-Jander

Im Dachverband Deutscher Koordinierungsrat der Gesellschaften für Christlich-Jüdische Zusammenarbeit (DKR) haben sich in Deutschland 83 lokale und regionale Gesellschaften für Christlich-Jüdische Zusammenarbeit mit derzeit etwa 20.000 Mitgliedern zusammengeschlossen. Sie setzen sich für den jüdisch-christlichen Dialog und die Zusammenarbeit zwischen Christen und Juden sowie für die Aufarbeitung des Holocaust ein.

## Geschichte
Der DKR wurde am 10. November 1949  nach US-amerikanischem Vorbild und mit finanzieller Unterstützung durch die National Conference of Christians and Jews (NCCJ) gegründet und hat seinen Sitz in Bad Nauheim. Der Bildhauer Knud Knudsen war dessen Literarischer Direktor und erster Geschäftsführer. In den frühen 1950er Jahren war der aus Deutschland emigrierte Hermann Ebeling, der 1952 maßgeblichen Anteil an der Durchführung der ersten nationalen Woche der Brüderlichkeit hatte, Verbindungsmann zwischen DKR und NCCJ.
Ein späterer Generalsekretär (Anfang der 1990er Jahre) war Josef Foschepoth, der 1993 unter dem Titel Im Schatten der Vergangenheit eine Studie vorlegte, die sich kritisch vor allem mit der Gründungsgeschichte und den Gründungsmythen des DKR auseinandersetzt.

## Tätigkeit
Seit 1952 veranstalten die Gesellschaften für Christlich-Jüdische Zusammenarbeit im März eines jeden Jahres die Woche der Brüderlichkeit.
Der DKR ist das größte Einzelmitglied im Internationalen Rat der Christen und Juden (ICCJ), in dem 32 nationale Vereinigungen für Christlich-Jüdische Zusammenarbeit vertreten sind. Sie widmen sich zunehmend auch dem sogenannten abrahamischen Dialog zwischen Juden, Christen und Muslimen, dem der ICCJ aufgrund seiner langjährigen Erfahrung im interreligiösen Dialog Modelle zur Verfügung stellen kann.
Als Schirmherr des Deutschen Koordinierungsrats agiert der jeweilige Bundespräsident.
Der DKR verleiht jährlich die renommierte Buber-Rosenzweig-Medaille. 1989 gründeten die Gesellschaften, die im DKR vertreten sind, die Buber-Rosenzweig-Stiftung. 1992 eröffnete die Stiftung eine eigene Bildungs- und Tagungsstätte in Bad Nauheim. Das Haus steht auch anderen Veranstaltern offen, die im Sinne der Stiftung arbeiten.

## Ausstellung „Gesichter einer verlorenen Welt“ in Deutschland
Im Jahr 1982 organisiert der Koordinierungsrat die Fotoausstellung „Gesichter einer verlorenen Welt – Fotos aus dem Leben des polnischen Judentums 1864–1939“, die etwa in Berlin gezeigt wurde. Die Ausstellung umfasste fast 400 seltene Fotografien, die aus dem YIVO-Institute for Jewish Research und dem Beth Hatefutsoth-Museum in Tel Aviv stammten. Das Vorwort des Katalogs und die Übersetzung aus dem Englischen stammten von Hans Lamm. Der Titel der englischsprachigen Ausstellung war Image before my eyes.

## Präsidium

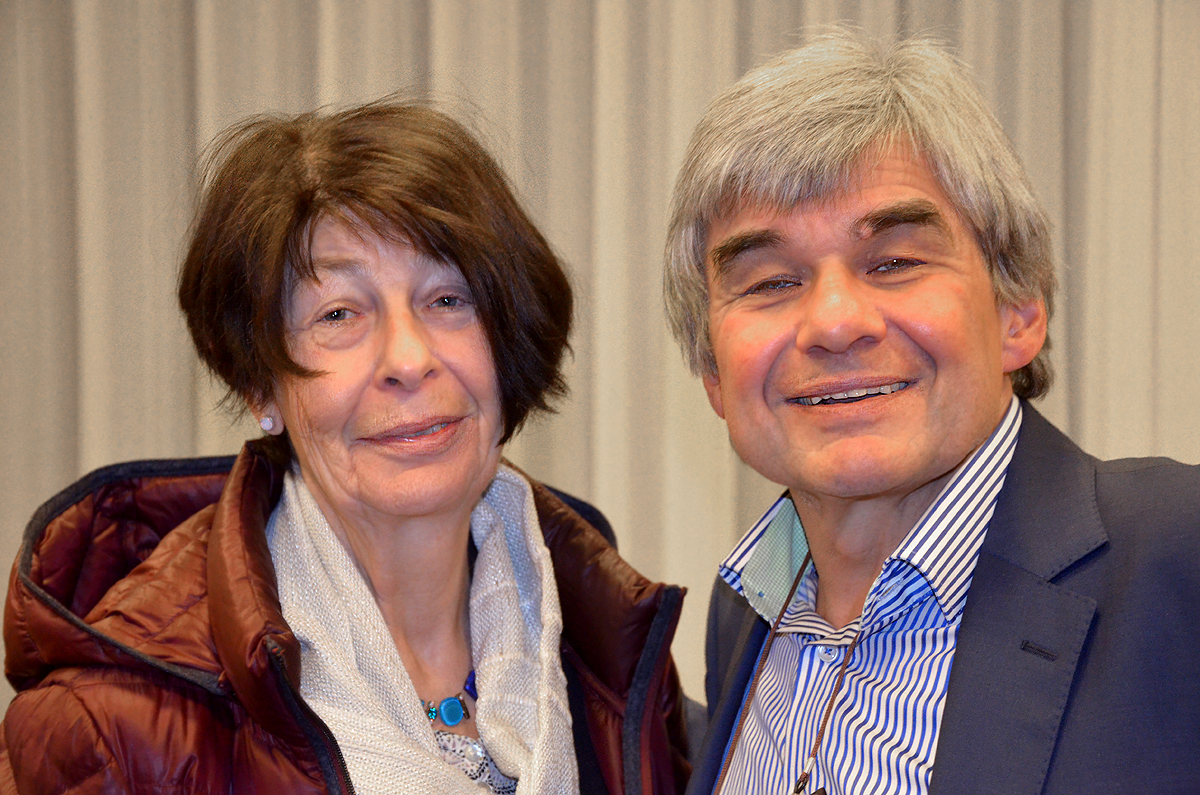
Eva-Maria Schulz-Jander, hier mit dem Historiker und Politikwissenschaftler Matthias Küntzel; während der Studientagung „Um Gottes Willen – Religion in säkularer Gesellschaft“

Das Präsidium des DKR bestand bis Mai 2016 aus:
- Henry G. Brandt, Augsburg, Landesrabbiner, jüdischer Präsident
- Andreas Nachama, Berlin, Rabbiner und Direktor der Stiftung Topographie des Terrors, jüdischer Präsident (seit Mai 2016)
- Friedhelm Pieper, Bad Nauheim, Pfarrer, evangelischer Präsident
- Eva-Maria Schulz-Jander, Kassel, katholische Präsidentin (bis Mai 2016)

Seit Mai 2016 besteht das Präsidium des DKR aus:
- Andreas Nachama, Berlin, Rabbiner und Direktor der Stiftung Topographie des Terrors, jüdischer Präsident
- Friedhelm Pieper, Bad Nauheim, Pfarrer, evangelischer Präsident
- Margaretha Hackermeier, Augsburg, katholische Präsidentin

## Gesellschaften für Christlich-Jüdische Zusammenarbeit (Auswahl)
- Gesellschaft für Christlich-Jüdische Zusammenarbeit in Berlin[5]
- Gesellschaft für Christlich-Jüdische Zusammenarbeit in Frankfurt am Main
- Gesellschaft für Christlich-Jüdische Zusammenarbeit Hannover[6]
- Gesellschaft für Christlich-Jüdische Zusammenarbeit Kassel
- Kölnische Gesellschaft für Christlich-Jüdische Zusammenarbeit
- Gesellschaft für Christlich-Jüdische Zusammenarbeit Moers[7]
- Gesellschaft für Christlich-Jüdische Zusammenarbeit München – älteste der Gesellschaften in Deutschland
- Gesellschaft für Christlich-Jüdische Zusammenarbeit Stuttgart

## Ähnliche Aktivitäten in anderen Ländern
Hans Ornstein (1893–1952), ein gebürtiger Wiener, der 1938 in die Schweiz geflüchtet war, war 1946 Begründer der Christlich-Jüdischen Arbeitsgemeinschaft zur Bekämpfung des Antisemitismus in der Schweiz. In Frankreich ist die Amitié Judéo-Chrétienne de France ähnlich wie der 1956 durch Kardinal Franz König als Referat der katholischen Friedensbewegung Pax Christi gegründeten Koordinierungsausschuss für christlich-jüdische Zusammenarbeit in Österreich tätig.

## Veröffentlichungen
- Ulrich Werner Grimm (Hrsg.): Aufstörung tut not. Christen und Juden im Gespräch. Hentrich & Hentrich Verlag, Berlin 2014. ISBN 978-3-941450-27-1.